# Flores da Cunha (kommun)
Flores da Cunha är en kommun i Brasilien.   Den ligger i delstaten Rio Grande do Sul, i den södra delen av landet, 1 500 km söder om huvudstaden Brasília. Antalet invånare är 27 135.
Följande samhällen finns i Flores da Cunha:
- Flores da Cunha

I omgivningarna runt Flores da Cunha växer i huvudsak städsegrön lövskog. Runt Flores da Cunha är det ganska tätbefolkat, med 144 invånare per kvadratkilometer.